# Réserve naturelle nationale de Tignes-Champagny
La réserve naturelle nationale de Tignes-Champagny (RNN2) est une réserve naturelle nationale se trouvant en Haute Tarentaise. Créé en 1963, elle est la seconde plus ancienne réserve naturelle de France après celle du lac Luitel et complète le territoire du Parc national de la Vanoise. D'une surface de 1 321 ha, elle protège des milieux alpins : pelouses, lacs et éboulis.

## Localisation

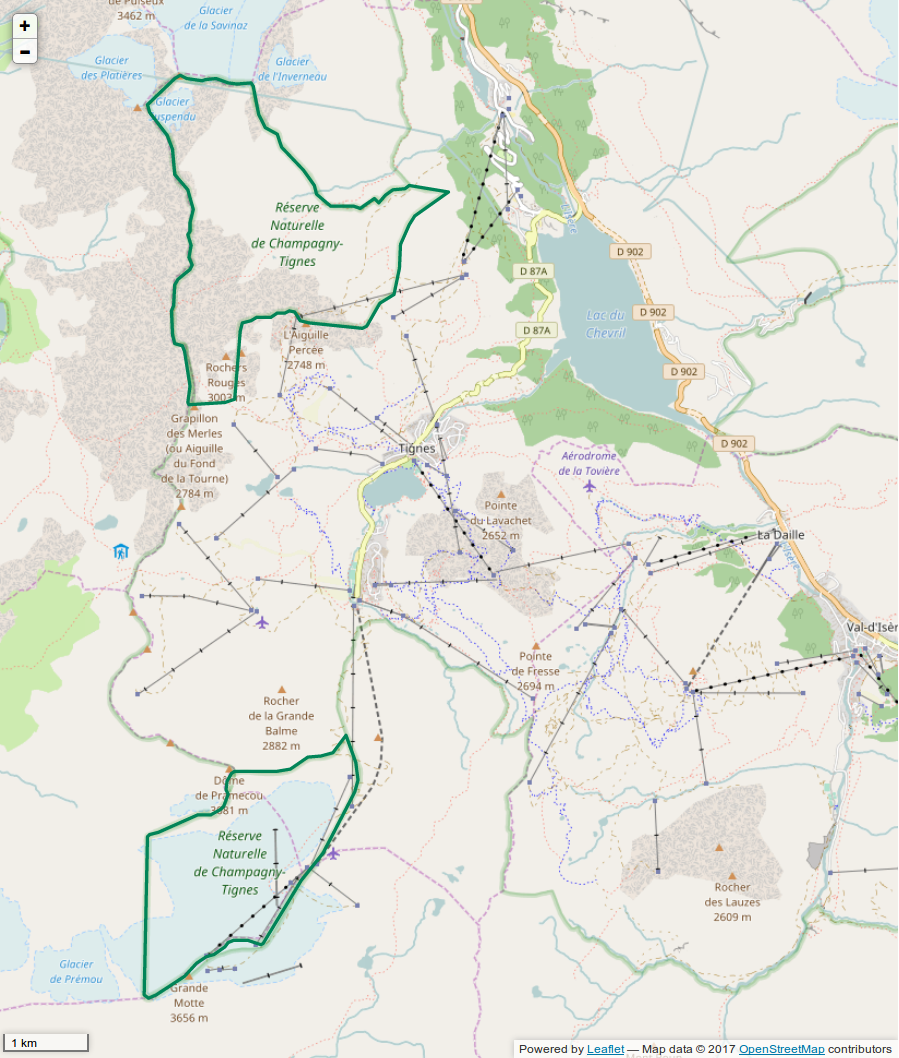
Périmètre de la réserve naturelle.

Situé en Auvergne-Rhône-Alpes dans le département de la Savoie, sur les communes de Tignes et Champagny-en-Vanoise, le site occupe une surface de 1 321 ha en deux secteurs. Au nord, le versant méridional du Dôme de la Sache (826 ha), au sud le glacier de la Grande Motte (495 ha). Les altitudes vont de 2 000 m à 3 650 m.

## Histoire du site et de la réserve

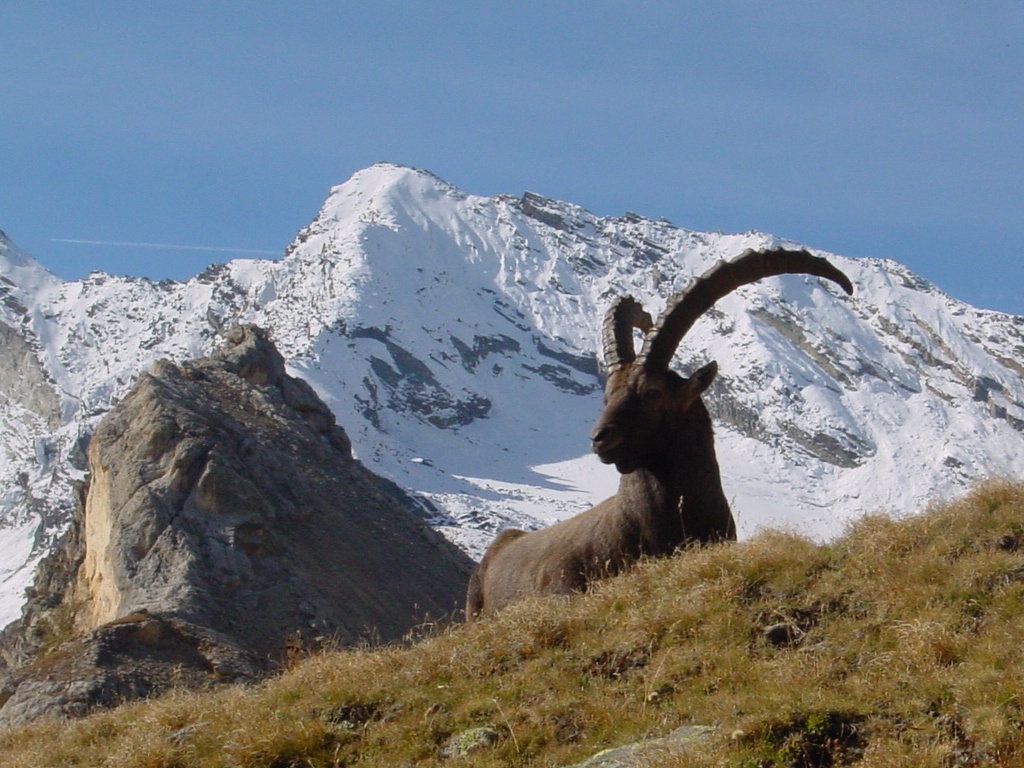
Bouquetin

Créée en 1963 en même temps que le Parc national de la Vanoise mais non incluse dans celui-ci, la réserve naturelle de Tignes-Champagny a été mise en place pour protéger la faune et la flore et permettre l'équipement de pistes et remontées mécaniques. Elle a aussi permis d'interdire la chasse sur le principal couloir de migration du bouquetin.

## Écologie (biodiversité, intérêt écopaysager…)
On trouve des milieux typiques des Alpes : pelouses alpines rases et éboulis. Dans la partie nord, le vallon de la Sachette abrite des petits lacs avec un cortège de plantes arctico-alpines (Laîche bicolore, Laîche maritime).

### Flore

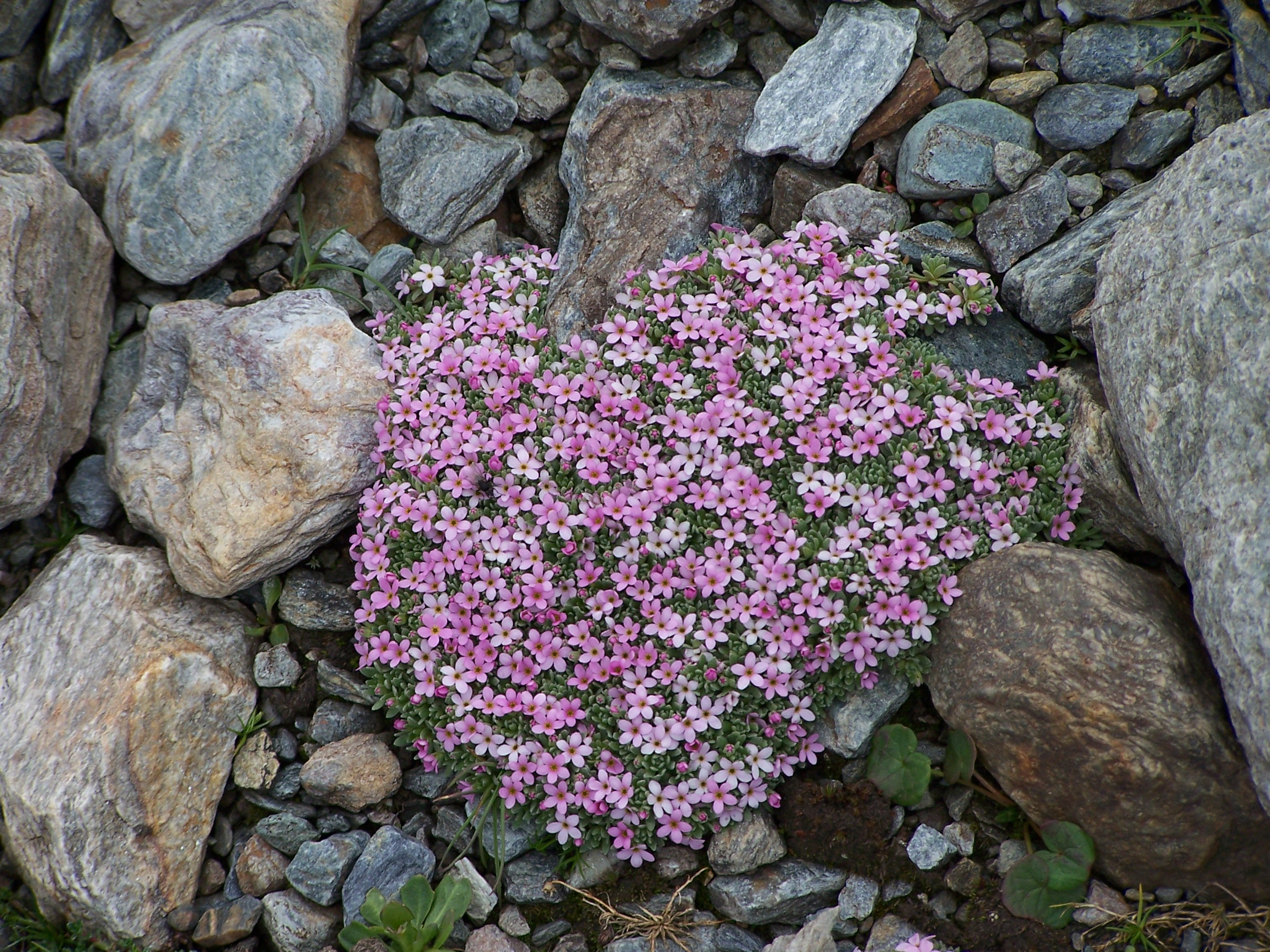
Androsace des Alpes

On peut trouver sur le site l'Androsace des Alpes, l'Orchis nain ou le Crépide des Alpes rhétiques
.

### Faune
La faune est identique à celle du Parc national de la Vanoise. On y retrouve le Bouquetin, le Chamois, la Marmotte, l'Aigle royal, le Gypaète barbu, la Niverolle alpine, le Tétras lyre, le Lagopède, etc.

## Intérêt touristique et pédagogique
La partie nord (Vallon de la Sache) est parcourue par des sentiers. Le secteur sud (glacier) correspond à une zone de ski d'été.

## Administration, plan de gestion, règlement
La réserve naturelle est gérée par le Parc national de la Vanoise.

### Outils et statut juridique
La réserve naturelle a été créée par un arrêté ministériel du 24 juillet 1963. Le 10 août 1973, un arrêté ministériel a déclassé un secteur,.